# Lübische Mark

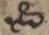
Währungssymbol Marck Lübeckisch aus dem Münzedikt zwischen Lübeck, Mecklenburg, Hamburg und Bremen (1620)

Die Lübische Mark (auch Lübsche Mark; lat. Marca Lubicensis) war ab 1502 eine einheitliche Münzregelung für die wendischen (slawischen) Hansestädte Lübeck, Hamburg, Wismar, Lüneburg, Rostock, Stralsund, Anklam u. a. Diese Städte der Hanse schlossen sich zum Wendischen Münzverein zusammen. In den Reichsmünzordnungen wurde die lübische Mark nicht anerkannt.
1513 übernahm Norwegen die lübische Münzrechnung (siehe Norwegisches Geldwesen).  Auch in Dänemark wurde zeitweilig nach lübischer Markwährung gerechnet und geprägt (siehe Dänische Marck).

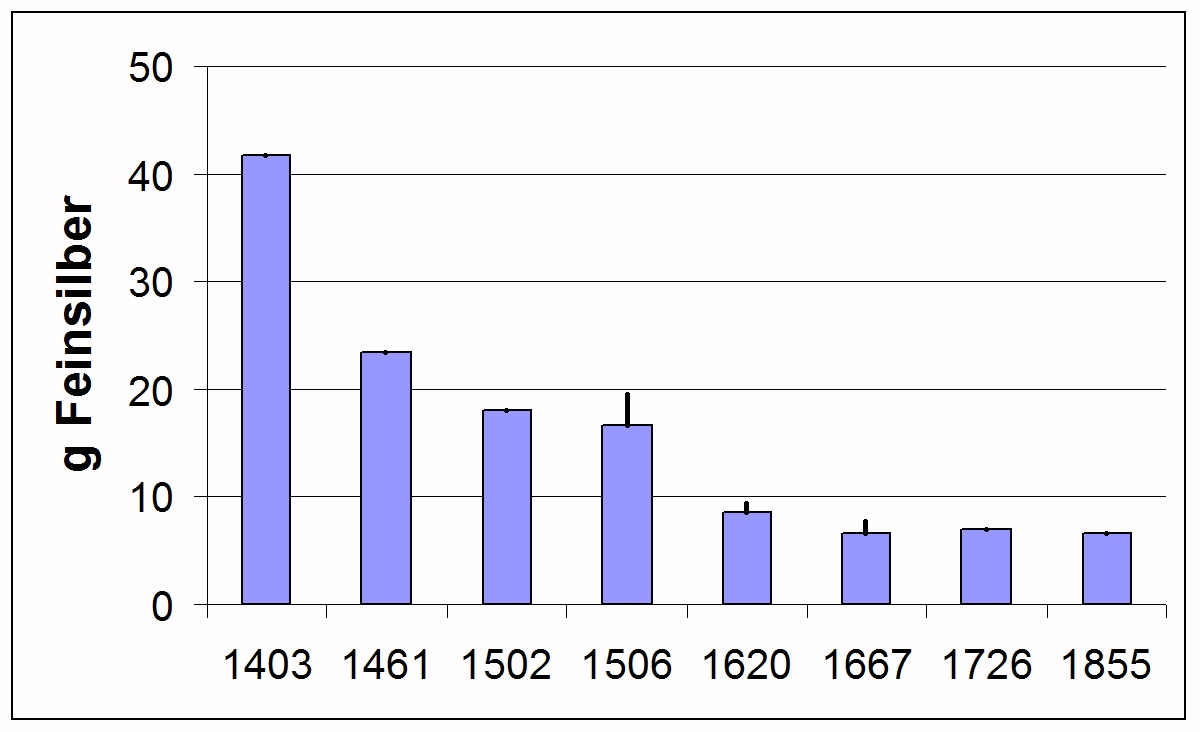
Entwertung einer Lübischen Mark von 1403–1855 in g Feinsilber

Gerechnet wurde mit der Lübischen Mark wie folgt: 1 Mark lübisch = 16 Schilling = 48 Witten = 192 Pfennige.
Die Münzfüße der tatsächlich ausgeprägten Markstücke unterschieden sich auch nach 1502 noch einige Jahre. Erst ab 1506 und bis 1550 wurde ein als Staatsmark bezeichnetes, gemeinsames Markstück der Städte Hamburg, Lüneburg, Wismar und Lübeck geprägt.
Im Laufe der Zeit verringerte sich der Wert einer Mark lübisch. Waren 1403 noch fast 42 g Feinsilber in einer Mark vorhanden, verringerte sich dieser Wert bis 1502 bereits um mehr als die Hälfte auf ca. 18 g. Im 17. Jahrhundert fiel der Silbergehalt auf unter 10 g. Seit dem letzten Drittel des 17. Jahrhunderts wurden aus einer Gewichtsmark Feinsilber Münzen im Wert von 30 bis 35 Mark lübisch geschlagen. Die Silbergehalte lagen damit zwischen etwa 7,8 und 6,7 g.
Als Währungssymbol in Dänemark und Norwegen wurde im 17. und 18. Jahrhundert ein fast gleiches Symbol (₻) verwendet.